# Staro Čiče
Staro Čiče – wieś w Chorwacji, w żupanii zagrzebskiej, w mieście Velika Gorica. W 2011 roku liczyła 790 mieszkańców.